# Dominic Raab
Dominic Rennie Raab (født 25. februar 1974 i Buckinghamshire i England) er en britisk konservativ politiker, der fra 2021 til 2023 var er vicepremierminister og justitsminister (Lord Kansler, alene afbrudt af en kort periode under Liz Truss' regering. Han var udenrigsminister i Boris Johnsons regering fra 2019 til 2021 hvor han blev efterfulgt af Liz Truss. Han var tidligere også minister for udtrædelse af EU.
Den 22. april 2023 meddelte Raab sin afskedsbegæring efter vedvarende kritik af Raabs ledelsesstil. Han blev afløst af Alex Chalk.

## Liv og virke

### Baggrund
Dominic Raab blev født i Buckinghamshire i 1974 som søn af Peter og Jean Raab. Faren, som var jødisk, kom til Storbritannien fra Tjekkoslovakiet i 1938 som seksåring efter Münchenaftalen da familien ville undslippe mulig nazistisk forfølgelse. Raab voksede op i Gerrards Cross i Buckinghamshire. Han blev opdraget i sin mors tro, i Church of England.
Raab gik på Dr. Challoner's Grammar School i Amersham og begyndte derefter på Lady Margaret Hall i Oxford, hvor han studerede jura. Efter eksamen tog ham en mastergrad ved Jesus College i Cambridge og vandt Clive Parry Prize for International Law.

### Politiker
Dominic Raab blev valgt til parlamentsmedlem for valgkredsen Esher and Walton i 2010. Han blev udnævnt til Parliamentary Under-Secretary of State i Justitsministeriet 12. maj 2015. I den første regeringsrokade i Theresa Mays regering et år senere, gik han tilbage til at være menigt parlamentsmedlem.
Efter valget i 2017 blev Raab udnævnt til statssekretær i indenrigsministeriet med ansvar for domstole og retsvæsen. I januar 2018 blev Raab ved en ny regeringsrokade flyttet til Ministeriet for Boliger, Lokalsamfund og Lokal Styring. I juli 2018 blev Raab udnævnt til Brexit-minister efter David Davis' afgang. Han var udenrigsminister i Boris Johnsons regering fra 2019 til 2021.
Dominic Raab er gift med Erika Rey og de har to børn.